# دريم ووركس تليفزيون
دريم ووركس تليفزيون (بالإنجليزية: DreamWorks Television)‏ هي شركة أمريكية تقوم بإنتاج المسلسلات التلفزيونية، تأسست عام 1996 ويقع مقرها في الولايات المتحدة.

## الأعمال

### مسلسلات
| السنة | اسم المسلسل         |
| ----- | ------------------- |
| 2003  | لاس فيغاس (مسلسل)   |
| 2010  | الهادئ (مسلسل قصير) |
| 2013  | تحت القبة           |

## روابط خارجية
- دريم ووركس تليفزيون على موقع IMDb (الإنجليزية)